# Чайковский, Андрей Петрович
Андре́й Петро́вич Чайко́вский (1841—1920) — генерал от инфантерии, губернатор Ферганской области.

## Биография
Родился 15 августа 1841 года. Образование получил в 1-м Московском кадетском корпусе, выпущен 17 мая 1858 года поручиком. 11 мая 1864 года произведён в штабс-капитаны.
С середины 1860-х годов служил в Туркестане, принимал участие в походах против Бухарского, Хивинского и Кокандского ханств. За отличия в кампаниях 1866—1867 годов был произведён в капитаны (со старшинством от 8 мая 1866 года) и награждён орденом св. Станислава 3-й степени с мечами и бантом.
4 октября 1869 года произведён в майоры, а 23 февраля 1872 года, получил чин подполковника, был назначен командиром 9-го Туркестанского линейного батальона.
В начале 1875 года Чайковский оставил Туркестан и 22 января был назначен Корсунским уездным воинским начальником (в Симбирской губернии). 1 октября 1879 года произведён в полковники и 16 октября того же года был назначен командиром 79-го пехотного резервного (кадрового) батальона. 27 октября 1884 года Чайковский получил в командование 98-й пехотный Юрьевский полк. 14 ноября 1894 года произведён в генерал-майоры, с 4 декабря 1895 года командовал 1-й бригадой 28-й пехотной дивизии, также состоял членом комиссии по пересмотру Строевого пехотного устава.
В 1897 году Чайковский вновь оказался в Туркестане, поскольку 6 ноября того года был назначен командиром 2-й Закаспийской стрелковой бригады, а 4 июля следующего года получил назначение на должность военного губернатора Ферганской области и командующего резервными и местными войсками этой области. 6 декабря 1900 года произведён в генерал-лейтенанты.
20 мая 1901 года Чайковский был назначен начальником 12-й пехотной дивизии. 12 февраля 1903 года назначен помощником Приамурского генерал-губернатора, 20 декабря того же года по расстроенному здоровью был уволен со службы с производством в генералы от инфантерии.
Скончался в 1920 году.

## Награды
Среди прочих наград Чайковский имел ордена
- Орден Святого Станислава 3-й степени с мечами и бантом (1867 год)
- Орден Святого Станислава 2-й степени (1874 год)
- Орден Святого Владимира 4-й степени (1883 год)
- Орден Святого Владимира 3-й степени (1891 год)
- Орден Святого Станислава 1-й степени (1896 год)

## Семья
Дед — Пётр Фёдорович Чайковский (1745—1818). Супруга — Анастасия Степановна, урождённая Посохова (1751—?).
Отец — Чайковский, Пётр Петрович (1789—1871) — генерал-майор в отставке. Старший брат Ильи Петровича Чайковского (1795—1880), отца великого русского композитора П. И. Чайковского.
Мать — Евдокия Петровна Беренс (Елизавета фон Берен).
Братья и сёстры:
- Анна (1830—1911)
- София (1833—1888)
- Александра (1836—1899)
- Илья (1837—1891)
- Лидия (1838—1901)
- Митрофан (1840—1903) — генерал от инфантерии, комендант Ивангородской крепости, командир 5-го армейского корпуса.
- Надежда (1841—?). Супруг — С. А. Пороховщиков (—1888).

Супруга — Мария Михайловна, урождённая Вебер.
Дети:
- Наталья (1876—1966)
- Елизавета (1877—1967)
- Екатерина (1879—1968)
- Пётр (1880—1950)
- Ольга (1881—1902)
- Андрей (1885—1962)

## Интересные факты
П. И. Чайковский посвятил Военный марш (1893) 98-й пехотному Юрьевскому полку, командующим которого был А. П. Чайковский.